# Гилофобия
Гилофобия (или хилофобия, илофобия, дендрофобия) — психическое расстройство, вызванное иррациональным страхом перед деревом и лесом. Дословно, это боязнь леса.

## Этимология
Слово «гилофобия» происходит от греческого «ὕλη» (дерево, лес) и «φόβος» (страх).

## Причины возникновения
Большинство фобий возникают после инцидента или воспоминания из детства, и гилофобия не исключение. Как правило, гилофобия возникает у людей, которые подверглись нападению в лесу или были тяжело ранены деревянным предметом.

## Лечение
Гилофобия лечится терапией, заставляющей вернуться к моменту происшествия и посмотреть на происходящее с точки зрения взрослого человека. Если же пережитое происшествие забыто, то используется гипноз или успокаивающие лекарства.

## В культуре
• В телесериале «Новые трюки» (канал BBC) герой по имени Джерри Стендинг признаётся, что страдает от гилофобии (сезон 2, эпизод 8).
• Главный герой романа Крейга Рассела «Аспект дьявола» врач-психиатр Виктор Косарек обнаруживает у себя симптомы гилофобии при лечении пациента.